# 巨蕾蝌蚪鯰
巨蝌蚪鯰，為輻鰭魚綱鯰形目蝌蚪鯰科的其中一種，為熱帶淡水魚類，分布於南美洲Bobonaza與Maranon河流域，體長可達6.7公分，棲息在底層水域，生活習性不明。